# Sirkka Sari
Pour les articles homonymes, voir Sari.
Sirkka Sari, née le 1er mai 1920 à Raivola (actuellement Rochtchino) et morte le 30 juillet 1939 à Hämeenlinna, est une actrice finlandaise.

## Biographie
Née Sirkka Linnéa Jahnsson d'un père garde forestier et d'une mère apicultrice, elle déménage à Perkjärvi (fi) quand elle est encore très jeune. Elle aimait le sport, en particulier l'escalade et la gymnastique. Elle quitte l'école en 1935, alors âgée de 15 ans.

### Carrière
Valentin Vaala, en recherche de nouvelles actrices, remarque Sirkka Sari lorsqu'elle travaille dans une boutique de Vyborg. Elle auditionne à Helsinki. Elle obtient le rôle d'Ilona Ahlgreniksi dans le film Niskavuoren naiset. Jugeant le nom « Jahnsson » trop commun, Vaala lui demande de choisir un nom de scène avant la sortie du film. Elle opte alors pour « Sirkka Sari ». Elle est embauchée par Suomi-Filmi (en), et devient l'une des leurs premières actrices rémunérées régulièrement.

### Mort
À l'été 1939 débute le tournage de Rikas tyttö dans lequel Sirkka Sari tient le rôle principal. Peu avant la fin du tournage, l'équipe technique organise une fête à l'hôtel Aulanko à Hämeenlinna. En compagnie du lieutenant Jaakko Sauli, elle décide de monter sur le toit-terrasse voir les étoiles et la ville illuminée.
En voulant prendre de la hauteur, elle grimpe à une échelle qu'elle croit mener à une plateforme. Cependant, elle se retrouve sur le haut d'une cheminée et tombe. Elle meurt sur le coup, de sa chute de près de 30 mètres,. En raison de la mort de Sirkka Sari, il a fallu modifier la fin du film : le lieu de tournage a été changé et une autre femme a dû la remplacer sur ses derniers plans.

## Filmographie
- Niskavuoren naiset (1938)
- Sysmäläinen (1938)
- Rikas tyttö (1939)